# Iglesia de Santa Ana y San Joaquín (Málaga)
La iglesia de Santa Ana y San Joaquín es un templo cristiano católico de la ciudad española de Málaga (España). Constituye el centro espiritual católico del barrio de Nueva Málaga, albergando a la Hermandad de Nueva Esperanza, representante de la barriada en la Semana Santa de la ciudad.

## Historia
El templo fue construido en la década de 1970 por aportaciones voluntarias de los vecinos del barrio de Nueva Málaga y por decisión del entonces obispo de la ciudad, Ángel Suquía Goicoechea. En un inicio, recibió únicamente la advocación de Santa Ana, añadiéndose más tarde la de San Joaquín.

## Descripción
El edificio en su totalidad consta de dos cuerpos. El central y con más capacidad es la iglesia propiamente dicha, de poca altura, cuyo interior se compone de una sola nave, teniendo a ambos lados pasarelas o pequeñas naves de no más de 2 metros de ancho, separadas del espacio central por columnas. A la diestra y siniestra del altar mayor se encuentran dos puertas, las cuales dan acceso al otro cuerpo de la construcción, (que envuelve al primero desde la parte trasera) constituido en sacristía, capilla del sagrario y salones parroquiales.
La fachada exterior no es muy elaborada, siendo de pared lisa sin ornamento alguno, salvo la portada con letras de metal que indican la advocación de la parroquia. Dan acceso a las puertas principales sendas escalinatas.
El templo, que siempre había carecido de un campanario provisto de campanas, lo ha ganado indirectamente con la reciente construcción de la casa hermandad de Nueva Esperanza (en cuyo diseño fue incluido), que se encuentra adosada a él.

## Curiosidades
- En un principio, el templo tenía su sede física en un local del barrio, que actualmente alberga un gimnasio.[2]